# Rubberlaars

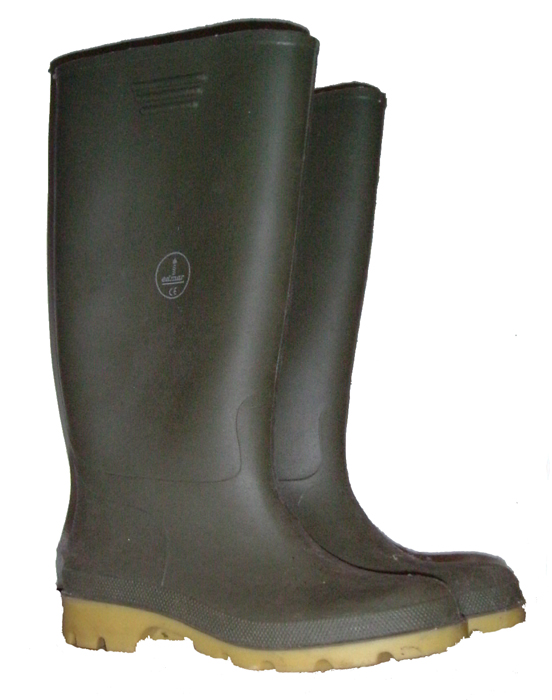
Rubberlaarzen

Een rubberlaars is een laars, vroeger meestal gemaakt van rubber, maar nu meestal van een andere waterdichte stof, zoals pvc en dient als bescherming tegen vocht of vuil. De meeste rubberlaarzen zijn kniehoog en worden meestal gedragen in modderig gebied of om de drager tegen het water te beschermen.
Een andere naam is kaplaars, waarmee de rubberlaars wordt aangeduid. Ook steeds meer wordt de naam regenlaars gebruikt om het product een meer trendy imago te geven en varieert de schachthoogte van enkel- tot kniehoogte.
In België spreekt men soms ook over bot of botte, wanneer men een rubberlaars bedoelt.
De eerste rubberlaarzen kwamen er nadat in 1852 de Brits-Amerikaanse industrieel Hiram Hutchinson Charles Goodyear ontmoette, die het vulkanisatieproces voor natuurlijk rubber uitvond. Hutchinson gebruikte die uitvinding om laarzen te maken die volledig waterdicht waren.

## Trivia
- In Groot-Brittannië bestaat er een sport (wellie wanging), waarbij men rubberlaarzen (daar wellington boots of wellies genoemd) zo ver mogelijk weg moet gooien.
- In de modewereld wordt de benaming kaplaars of rubberlaars steeds meer vervangen door de benaming regenlaars.
- In streng religieuze gebieden in Nederland berustte op het dragen van kaplaarzen een taboe en waren klompen het aangewezen schoeisel om de voeten droog en schoon te houden.